# Rialp (Catalogne)
Pour les articles homonymes, voir Rialp.
Rialp est une commune espagnole de la comarque de Pallars Sobirà (province de Lérida, communauté autonome de Catalogne).

## Géographie
Commune au centre de la comarque du Pallars Sobirà.
| La Guingueta d'Àneu Espot | Llavorsí | Llavorsí  |
| Sort                      | Rialp    | Llavorsí  |
| Sort                      | Sort     | Soriguera |

## Sport
La 9e étape du Tour de France 2016 traverse la commune.